# Gloiocephala
Gloiocephala là một chi nấm trong họ Physalacriaceae. Chi này phân bố rộng rãi này chứa 30 loài.